# Loco Live
Loco Live – koncertowy album zespołu Ramones, nagrany w marcu 1991 w Barcelonie (Hiszpania) i wydany w dwóch wersjach przez Chrysalis Records i Sire Records.

## Lista utworów
1991 wersja Chrysalis Records
1. „The Good, The Bad, The Ugly” (Ennio Morricone) – 1:55
2. „Durango 95” (Johnny Ramone) – 1:59
3. „Teenage Lobotomy” (The Ramones) – 1:32
4. „Psycho Therapy” (Dee Dee Ramone/Johnny Ramone) – 2:12
5. „Blitzkrieg Bop” (The Ramones) – 1:44
6. „Do You Remember Rock 'n' Roll Radio?” (The Ramones) – 2:59
7. „I Believe in Miracles” (Dee Dee Ramone/Daniel Rey) – 2:51
8. „Gimme Gimme Shock Treatment” (The Ramones) – 1:18
9. „Rock 'n' Roll High School” (The Ramones) – 1:49
10. „I Wanna Be Sedated” (The Ramones) – 2:09
11. „The KKK Took My Baby Away” (Joey Ramone) – 2:41
12. „I Wanna Live” (Dee Dee Ramone/Daniel Rey) – 2:19
13. „My Brain Is Hanging Upside Down (Bonzo Goes to Bitburg)” (Dee Dee Ramone/Jean Beauvoir/Joey Ramone) – 2:52
14. „Too Tough to Die” (Dee Dee Ramone) – 2:15
15. „Sheena Is a Punk Rocker” (The Ramones) – 1:47
16. „Rockaway Beach” (The Ramones) – 2:03
17. „Pet Sematary” (Dee Dee Ramone/Daniel Rey) – 2:56
18. „Don't Bust My Chops” (The Ramones) – 2:17
19. „Palisades Park” (Chuck Barris) – 2:12
20. „Mama's Boy” (Dee Dee Ramone/Johnny Ramone) – 2:08
21. „Animal Boy” (Dee Dee Ramone/Johnny Ramone) – 1:54
22. „Wart Hog” (The Ramones) – 1:35
23. „Surfin' Bird” (Al Frazier/Sonny Harris/Carl White/Turner Wilson) – 2:29
24. „Cretin Hop” (The Ramones) – 1:24
25. „I Don't Wanna Walk Around With You” (The Ramones) – 1:11
26. „Today Your Love, Tomorrow the World” (The Ramones) – 1:42
27. „Pinhead” (The Ramones) – 2:39
28. „Somebody Put Something in My Drink” (Richie Ramone) – 2:37
29. „Beat on the Brat” (The Ramones) – 2:14
30. „Judy Is A Punk” (Joey Ramone/Andy Shernoff) – 1:55
31. „Chinese Rocks” (Richard Hell/Dee Dee Ramone) – 2:02
32. „Love Kills” (The Ramones) – 1:56
33. „Ignorance Is Bliss” (The Ramones) – 3:11

1992 wersja Sire Records
1. „The Good, The Bad, The Ugly” (Ennio Morricone) – 1:55
2. „Durango 95” (Johnny Ramone) – 0:47
3. „Teenage Lobotomy” (The Ramones) – 1:32
4. „Psycho Therapy” (Dee Dee Ramone/Johnny Ramone) – 2:16
5. „Blitzkrieg Bop” (The Ramones) – 1:44
6. „Do You Remember Rock 'n' Roll Radio?” (The Ramones) – 2:59
7. „I Believe in Miracles” (Dee Dee Ramone/Daniel Rey) – 2:51
8. „Gimme Gimme Shock Treatment” (The Ramones) – 1:18
9. „Rock 'n' Roll High School” (The Ramones) – 1:49
10. „I Wanna Be Sedated” (The Ramones) – 2:09
11. „The KKK Took My Baby Away” (Joey Ramone) – 2:41
12. „I Wanna Live” (Dee Dee Ramone/Daniel Rey) – 2:19
13. „My Brain Is Hanging Upside Down (Bonzo Goes to Bitburg)” (Dee Dee Ramone/Jean Beauvoir/Joey Ramone) – 2:52
14. „Chinese Rocks” (Richard Hell/Dee Dee Ramone) – 2:02
15. „Sheena Is A Punk Rocker” (The Ramones) – 1:47
16. „Rockaway Beach” (The Ramones) – 2:03
17. „Pet Sematary” (Dee Dee Ramone/Daniel Rey)/„Carbona Not Glue” (The Ramones) – 4:16
18. „Judy Is A Punk” (The Ramones) – 1:55
19. „Mama's Boy” (Dee Dee Ramone/Johnny Ramone) – 2:08
20. „Animal Boy” (Dee Dee Ramone/Johnny Ramone) – 1:54
21. „Wart Hog” (The Ramones) – 1:35
22. „Surfin' Bird” (Al Frazier/Sonny Harris/Carl White/Turner Wilson) – 2:29
23. „Cretin Hop” (The Ramones) – 1:24
24. „I Don't Wanna Walk Around With You” (The Ramones) – 1:11
25. „Today Your Love, Tomorrow the World” (The Ramones) – 1:42
26. „Pinhead” (The Ramones) – 2:39
27. „Somebody Put Something in My Drink” (Richie Ramone) – 2:37
28. „Beat on the Brat” (The Ramones) – 2:14
29. „Ignorance Is Bliss” (The Ramones) – 3:31
30. „I Just Wanna Have Something To Do” (The Ramones) – 2:15
31. „Havana Affair” (Dee Dee Ramone/Johnny Ramone) – 1:21
32. „I Don't Wanna Go Down To The Basement” (Dee Dee Ramone/Johnny Ramone) – 2:00

## Skład
- Joey Ramone – wokal
- Johnny Ramone – gitara
- C.J. Ramone – gitara basowa, wokal
- Marky Ramone – perkusja